# Sint Jan Sleutelbergbos
Het Sint Jan Sleutelbergbos is een bosgebied ten westen en zuiden van Grubbenvorst in de Nederlandse provincie Limburg.
Het 98 ha grote gebied is in bezit van Staatsbosbeheer. Het bestaat uit verspreid liggende percelen naald- en loofbos, afgewisseld met kleinschalig landbouwgebied. In het westen (nabij de Venloseweg) ligt een steilrand van bijna 17 meter hoog, die de grens vormt van het laagterras naar het middenterras van de Maas. Hier loopt ook de Everlosche Beek, in feite een oude Maasarm.